# ゴルギッポス
ゴルギッポス（希：Γόργιππος、ラテン文字転記：Gorgippos、在位：紀元前393年-?、紀元前4世紀）はスパルトコス朝のボスポロス王である。
ゴルギッポスは先代の王サテュロス1世の息子で、彼の後を襲い、王になった。彼の治世についての情報は僅かであり、没年は分かっていない。ゴルギッポスはサテュロスの時代からのイクソマタイ人との戦争を莫大な賠償金を支払うことで終わらせた。また、ゴルギッポスはアテナイへの穀物輸出を感謝され、サテュロスと共にアテナイの市場に像を建てられた。

## 註
1. ↑  ポリュアイノス, VIII. 55
2. ↑  デイナルコス, 「デモステネス弾劾」, 43